# Stora Långtjärnen (Säfsnäs socken, Dalarna)
Stora Långtjärnen är en sjö i Ludvika kommun i Dalarna och ingår i Göta älvs huvudavrinningsområde.